# Partie polityczne Malty
Partie polityczne Malty – w państwie funkcjonuje system wielopartyjny, jednak z powodu niskiej liczby deputowanych wybieranych w poszczególnych okręgach wyborczych, co skutkuje wysokim progiem naturalnym w wyborach, od lat utrzymuje się de facto system dwupartyjny.

## Partie z reprezentacją parlamentarną i/lub europejską
| Partia polityczna | Partia polityczna                         | Ideologia                 | Lider         | Mandaty             | Mandaty              |
| Partia polityczna | Partia polityczna                         | Ideologia                 | Lider         | Izba Reprezentantów | Parlament Europejski |
| ----------------- | ----------------------------------------- | ------------------------- | ------------- | ------------------- | -------------------- |
|                   | Partia Pracy (PL) Partit Laburista        | Socjaldemokracja          | Robert Abela  | 43/79               | 4/6                  |
|                   | Partia Narodowa (PN) Partit Nazzjonalista | Chrześcijańska demokracja | Bernard Grech | 35/79               | 2/6                  |

## Inne partie polityczne
- Alternatywa Demokratyczna (Alternattiva Demokratika, AD) – ekologiczna partia polityczna
- Imperium Europa  – skrajnie prawicowa partia polityczna
- Partia Komunistyczna (Partit Komunista Malti)– skrajnie lewicowa partia polityczna
- Volt Malta – eurofederalistyczna i socjalliberalna partia polityczna

## Dawne partie polityczne
- Partia Demokratycznego Działania
- Partia Gonzo
- Partia Jones
- Maltańska Partia Robotników
- Partia Konstytucyjna
- Narodowa Partia Demokratyczna